# Eutelesmus
Eutelesmus is een geslacht van kevers uit de familie bladsprietkevers (Scarabaeidae). Het geslacht werd voor het eerst wetenschappelijk beschreven in 1880 door Waterhouse.

## Soorten
- Eutelesmus simplex Waterhouse, 1880